# Jim Jarmusch
Jim Jarmusch (Akron, Ohio, 22 de Janeiro de 1953) é um realizador estadunidense. Ao longo de sua carreira, Jim Jarmusch tem sido notável pelo estilo idiossincrático de seus filmes, que são quase sempre produções independentes, com orçamento limitado. Jarmusch é considerado um autêntico representante do cinema independente.

## Biografia
Estudou na escola de cinema da Universidade de Nova Iorque, sem ter no entanto terminado os seus estudos. Optou antes por aproveitar o financiamento da bolsa de que dispunha para produzir o seu primeiro filme, Permanent Vacation.
A sua primeira grande produção ocorreu em 1982 com o filme Stranger Than Paradise, o que lhe valeu a aclamação da crítica pelo seu estilo próprio. Trata-se de um marco do cinema independente americano.
Em 1995, Jarmusch realizou Dead Man, um filme passado no Oeste da América do Norte no Século XIX, protagonizado por Johnny Depp e com Gary Farmer no elenco. Este filme viria a ser qualificado como Western, "anti-Western," e "pós-Western" por variados críticos. Além disso, é considerado como um dos poucos filmes filmados por um caucasiano capaz de transmitir de forma crível a cultura dos Índios Americanos. O filme foi filmado a preto e branco pelo director de fotografia Robby Müller e possui trilha sonora composta e tocada por Neil Young.
Seguindo o seu sucesso artístico, junto da crítica e junto do público de cinema independente, Jarmusch alcançou popularidade com um filme que aborda a violência e o crime em New Jersey, Ghost Dog: The Way of the Samurai. Este filme é protagonizado por Forest Whitaker e tem trilha sonora original composta por RZA dos Wu-Tang Clan.
Uma das suas mais idiossincráticas obras é Coffee and Cigarettes, uma série de curtas metragens que iniciou em 1986. Uma das primeiras curtas-metragens de seis minutos foi exibida no espetáculo Saturday Night Live e o seu elenco era Roberto Benigni e o comediante Steve Wright. Mais tarde editou uma segunda parte com 12 minutos a que deu o título Coffee and Cigarettes - Somewhere in California, e que conta com a participação dos músicos Iggy Pop e Tom Waits. Por volta de 1993, Jarmusch disse "Filmei outras duas que estão à espera de ser montadas, e já escrevi mais duas ou três. Apesar da intenção ser que funcionem separadamente, planejo filmar à volta de 12 ou 14 e juntá-las numa edição única em vídeo." Assim, a série foi sendo progressivamente expandida com nomes como Cate Blanchett, RZA, GZA, Bill Murray, Steve Coogan e Alfred Molina e Jack e Meg dos The White Stripes. A série completa acabou por ser exibida nas salas de cinema em 2004, e chegou ao Brasil com o nome "Sobre Café e Cigarros".

## Filmografia
- Permanent Vacation (1980)
- The New World (1981)
- Stranger Than Paradise (1982)
- Down by Law (1986)
- Coffee and Cigarettes (1986)
- Mystery Train (1989)
- Coffee and Cigarettes - Memphis Version (1989)
- Night on Earth (1991)
- Coffee and Cigarettes - Somewhere in California (1993)
- Dead Man (1995)
- Year of the Horse (1997)
- Ghost Dog: The Way of the Samurai (1999)
- Ten Minutes Older: The Trumpet  (2002)
- Coffee and Cigarettes (2003)
- Broken Flowers (2005)
- The Limits of Control (2009)
- Only Lovers Left Alive (2013)
- Paterson (2016)
- Os Mortos Não Morrem (2019)

## Prémios e nomeações
- Recebeu uma nomeação ao César de Melhor Filme Estrangeiro, por "Ghost Dog: The Way of the Samurai" (1999).
- Recebeu uma nomeação ao Independent Spirit Awards de Melhor Filme, por "Ghost Dog: The Way of the Samurai" (1999).
- Recebeu duas nomeações ao Independent Spirit Awards de Melhor Realizador, por "Down by Law" (1986) e "Mystery Train" (1989).
- Recebeu duas nomeações ao Independent Spirit Awards de Melhor Argumento, por "Mystery Train" (1989) e "Dead Man" (1995).
- Ganhou o Grande Prémio do Júri no Festival de Cannes, por "Broken Flowers" (2005).
- Ganhou a Camera de Ouro no Festival de Cannes, por "Stranger than Paradise" (1984).
- Ganhou o Prémio de Melhor Contribuição Artística no Festival de Cannes, por "Mystery Train" (1989).
- Ganhou a Palma de Ouro de Curta-Metragem no Festival de Cannes, por "Coffee and Cigarettes III" (1993).
- Ganhou o Leopardo de Ouro no Festival de Locarno, por "Stranger than Paradise" (1984).
- Ganhou o Prémio Ecumênico do Júri no Festival de Locarno, por "Stranger than Paradise" (1984).
- Ganhou o Prémio Especial do Júri no Sundance Film Festival, por "Stranger than Paradise" (1984).
- Ganhou o Prémio Bodil de Melhor Filme Não-Europeu, por "Down by Law" (1986).